# Planchonella wakere
Planchonella wakere là một loài thực vật có hoa trong họ Hồng xiêm. Loài này được (Pancher & Sebert) Pierre miêu tả khoa học đầu tiên năm 1890.